# イラーク・アジャミー

Map of Persian Iraq and its surroundings

イラーク・アジャミー（ペルシア語: عراقِ عجم Erāq-e Ajam / عراق عجمی Erāq-e Ajami; アラビア語: عراق العجم ʿIrāq al-ʿAjam or العراق العجمي al-ʿIrāq al-ʿAjamī, 「アジャムのイラーク」の意）とは、イラン西部の歴史的地域の名称である。
この地域は、前イスラム時代にはメディアという名称で知られ、初期のイスラームの地理学者は山がちな地形から「山、丘」を意味するジバールという名称で呼んでいた。
セルジューク朝時代から、メソポタミアを指す「イラーク・アラービー（アラブ人のイラーク）」に対して、「ジバール」に代えて「イラーク・アジャミー（ペルシア人のイラーク）」という名称が使われるようになった。中世イスラーム世界の地理学者であるヤークート・アル＝ハマウィーは、セルジューク朝のスルターンが元々イラークと呼ばれていた地域とジバールの両方を支配下に置いたため、これらの地域が「スルターン・アル＝イラーク」と呼ばれたと説明している。セルジューク朝末期にジバールのハマダーンが王都となり、この地域は「イラーク・アジャミー」として知られるようになった。
13世紀のモンゴル帝国のペルシア征服の後、「ジバール」という地名は使用されなくなる。14世紀の地理学者ハムドゥッラー・ムスタウフィーの著作ではジバールの名称は使われておらず、「イラーク・イ・アジャミー」の名前で表されている。
イランにおいて「イラーク」という単語はサーヴェの南からゴムの西にかけての地域を指して使われることもあり、この地域の都市であるアラーク（ソルターナーバード）の名称はイラーク・アジャミーに由来すると考えられている。